# Radnice Prahy 7
Radnice Prahy 7 je budova, kde sídlí úřad městské části Prahy 7 a nachází se v Holešovicích. Byla otevřena v roce 2020, vznikla jako přestavba objektu, který stál na jejím místě původně. V této stavbě je celkem 202 pracovních míst a zasedací místnosti pro 230 lidí.

## Historie

### Plány
Praha 7 jako jedna z mála pražských městských částí neměla do postavení nového objektu v roce 2020 vlastní radnici. Od roku 1993 provizorně sídlila v budově Generálního finančního ředitelství na Nábřeží kapitána Jaroše. Před rokem 1993 působila radnice v provizorní budově zvané „dřevák" u Parkhotelu na Letné. Původní nájemní smlouvu platnou do konce roku 2015 krátce před vypršením radnice prodloužila do roku 2019.
Městská část Praha 7 na začátku plánovala výstavbu zcela nové budovy radnice. Vedení Prahy 7 skládající se z ODS chtělo postavit budovu za 1,6 miliardy korun – na místě, kde byla později postavena budova Art Gen. Pedagog Jan Čižinský v roce 2013 inicioval referendum, aby byly náklady na novou budovu omezeny na 500 milionů korun. O rok později po volbách se Jan Čižinský se svým sdružením Praha 7 sobě stal starostou sedmé městské části.

### Odkoupení a výstavba
Praha 7 budovu radnice v ulici U Průhonu 38 z 90. let 20. století koupila v roce 2015 za 90 milionů na základě veřejné soutěže. V roce 2016 byla vyhlášena na návrh přestavby tohoto objektu veřejná architektonická soutěž. Přihlásilo se do ní 70 různých soutěžících. Vyhrál český Atelier bod architekti, konkrétně architekti Vojtěch Sosna, Jáchym Svoboda a Jakub Straka. Stavbu provádělo konsorcium Metrostav-Geosan Group.
Dokončení rekonstrukce bylo plánováno na rok 2019, kvůli náročnosti přestavby budovy byla nakonec dokončena v lednu 2020, kdy proběhla kolaudace. K oficiálnímu otevření došlo na začátku 2020, úřady zde budou fungovat od března téhož roku. Za výstavbu a vybavení budovy městská část zaplatila přibližně 240 milionů korun bez DPH.

## Popis
Vzhled přestavěného objektu cituje a odráží „tvarosloví" okolní čtvrti, Holešovic. Fasáda je z červených cihel. Z původního objektu na stavbě zůstal pouze skelet, tedy nosná konstrukce. Interiéry jsou navrženy minimalisticky a transparentně. Každé patro má pro lepší orientaci jinak barevnou podlahu. Dveře kanceláří mají vždy skleněné okno. Kromě kanceláří se zde zastupitelský sál či konferenční místnosti. Na střeše je přístupná terasa a radniční sál pro konání kulturních akcí. Na nejvyšším bodu fasády se nachází také hodiny, které dodala firma Ludvig Heinz, sídlící nedaleko v Holešovicích.
V listopadu roku 2021 získal Atelier bod architekti s budovou radnice prestižní cenu Grand Prix Architektů - Národní cena za architekturu v kategorii renovace.